# Marjaana Maijala
Marjaana Maijala, född 28 oktober 1968 i Lahtis i Finland, är en finländsk skådespelare. Hennes genombrottsroll var i tv-serie Pieni pala jumalaa (1999). Hon fick Venlapriset för bästa skådespelerska i tv för sin insats. Hennes andra filmografi inkluderar Elina - som om jag inte fanns (2002), Den bästa av mödrar (2005) och Den Blinda mannen som inte ville se Titanic (2021). Maijala har även uppträtt i teater, till exempel på Finlands Nationalteater. Hon tog examen från Konstuniversitetets Teaterhögskola år 2000.

## Filmografi (urval)
- 1999 - Pieni pala jumalaa
- 2001 - Drakarna över Helsingfors
- 2002 - Elina - som om jag inte fanns
- 2002 - Tappava säde
- 2005 - Den bästa av mödrar
- 2007 - Gränsen 1918
- 2007 - Sooloilua
- 2009–2010 - Kotikatu
- 2013 - Kekkonen kommer!
- 2017 - Onnela
- 2018 - Det Egna landet
- 2021 - Den Blinda mannen som inte ville se Titanic
- 2023 - Kotka 10
- 2023 - Spelaren - döden är de levandes problem